# Jón Magnússon (piłkarz ręczny)
Jón Hjaltalín Magnússon (ur. 2 kwietnia 1948) – islandzki piłkarz ręczny, olimpijczyk.
Reprezentował Islandię w grze w piłkę ręczną na Letnich Igrzyskach Olimpijskich 1972, które odbyły się w Monachium. Drużyna w której grał zajęła 12. miejsce.